# Уарочири (провинция)
Уарочири (исп. Provincia de Huarochirí, кечуа Waruchiri pruwinsya) — одна из 9 провинций перуанского региона Лима. Площадь составляет 5 657,93 км². Население по данным на 2007 год — 72 845 человек. Плотность населения — 12,87 чел/км². Столица — город Матукана.

## География
Расположена в центральной части региона. Граничит с регионом Хунин (на востоке) и провинциями: Канта (на севере), Яуйос и Каньете (на юге) и Лима (на западе).

## Административное деление
В административном отношении подразделяется на 32 района:
- Матукана
- Антиокиа
- Кальяуанка
- Карампома
- Чикла
- Куэнка
- Уачупампа
- Уанса
- Уарочири
- Лауайтамбо
- Ланга
- Лараос
- Мариатана
- Рикардо-Палма
- Сан-Андрес-де-Тупикоча
- Сан-Антонио-де-Чаклья

- Сан-Бартоломе
- Сан-Дамиан
- Сан-Хуан-де-Ирис
- Сан-Хуан-де-Тантаранче
- Сан-Лоренсо-де-Кинти
- Сан-Матео
- Сан-Матео-де-Отао
- Сан-Педро-де-Каста
- Сан-Педро-де-Уанкайре
- Сангальяйа
- Санта-Крус-де-Кокачакра
- Санта-Эулалиа
- Сантьяго-де-Анчукайа
- Сантьяго-де-Туна
- Санто-Доминго-де-лос-Ольерос
- Сан-Херонимо-де-Сурко